# Vincennes Bay
Vincennes Bay – zatoka Oceanu Południowego, położona pomiędzy Wybrzeżem Knoxa i Wybrzeżem Budda. Ma około 65 mil (105 km) szerokości. Jej nazwa pochodzi od statku USS Vincennes.